# Cissy Houston
Cissy Houston, pseudonimo di Emily Drinkard (Newark, 30 settembre 1933 – Newark, 7 ottobre 2024), è stata una cantante statunitense dedita ai generi gospel e soul ed in attività dagli anni quaranta (professionalmente dagli anni sessanta-anni settanta).
In carriera, ha fatto parte del gruppo The Sweet Inspirations e collaborò come corista con cantanti quali Aretha Franklin, Elvis Presley, Dionne Warwick, Luther Vandross, David Bowie e Whitney Houston. Tra i suoi brani più noti, figura Midnight Train to Georgia, portato poi al successo da Gladys Knight & the Pips.
Madre della più celebre Whitney Houston (1963-2012), fu anche zia delle cantanti Dionne Warwick e Dee Dee Warwick (1945-2008).
Il cognome d'arte Houston è quello del secondo marito, John Houston.

## Biografia
Emily Drinkard, più tardi nota come Cissy Houston, è nata a Newark, nel New Jersey, il 30 settembre 1933, figlia di Nitcholas "Nitch" Drinkard e Delia Mae McCaskill. 
Iniziò a cantare sin da bambina nel coro gospel di famiglia, The Drinkards.
In seguito, negli anni sessanta, forma assieme a Sylvia Sherwell, Myrna Smith ed Estelle Brown il gruppo gospel The Sweet Inspirations, gruppo che lascerà nel 1968/1969 per intraprendere la carriera da solista.
Pubblica quindi nel 1970 su etichetta Major Minor il primo album da solista, intitolato Presenting Cissy Houston, ma la sua carriera non decolla.
Nel 1987, incide assieme alla figlia Whitney Houston il brano I Know Him So Well, mentre nel 1992 incide in collaborazione con Chuck Jackson l'album I'll Take Good Care of You.
Nel 1996, aggiudicò il Premio Grammy per l'album Face to Face.
Nel 1998, pubblicò una propria autobiografia intitolata How Sweet the Sound: My Life with God and Gospel.
L'11 febbraio 2012 sua figlia Whitney è morta annegata nella vasca da bagno di un hotel a Beverly Hills. Le cause furono dovute ad un mix di droghe che causarono un'overdose a cui fece seguito un collasso cardiocircolatorio.
È morta nella sua casa a Newark il 7 ottobre 2024, all'età di 91 anni, mentre era in cura in un ospizio a causa dell'Alzheimer.

## Discografia

### Album
- 1970: Cissy Houston (Janus Records)
- 1976: Surprises (Atlantic Records) con Herbie Mann)
- 1977: Cissy Houston (Private Stock)
- 1978: Think It Over (Private Stock)
- 1979: Warning-Danger (Columbia)
- 1980: Step Aside for a Lady (Columbia)
- 1992: I'll Take Good Care of You (Shanachie, con Chuck Jackson)
- 1995: Midnight Train to Georgia: The Janus Years (Ichiban Records)
- 1996: Face to Face (House of Blues Records)
- 1997: He Leadeth Me (House of Blues Records)

## Filmografia

### Attrice
- Taking My Turn (TV, 1984)
- The Vernon Johns Story (TV, 1994) (ruolo: Rose)
- Uno sguardo dal cielo (The Preacher's Wife, 1996; ruolo: Sig.ra Havergal)

## Autobiografia
- How Sweet the Sound: My Life with God and Gospel (1998)

## Premi & riconoscimenti
- 1992: Medaglia della University of Medicine & Dentistry of New Jersey per l'impegno umanitario
- 1992: Pioneer Award
- 1996: Grammy Award per l'album Face to Face